# 安托萬·阿爾諾 (商人)
安托万·阿尔诺（法語：Antoine Arnault，1977年6月4日—），生于法国魯貝，是一个法国商人。

## 生平
安托万·阿尔诺毕业于英士国际商学院及蒙特利尔高等商学院。完成学业后，他首先在酩悦·轩尼诗－路易·威登集团广告部门任职。2005年，他进入集团的管理层并担任通讯部总裁。
他是Louis Vuitton《核心价值》品牌广告的策划人。
2008年，他被成为《回声报》编辑委员会成员。
2011年，他发起了LVMH特别日活动，让参与者可以参观集团各个品牌的工作。2013年，第二期特别日活动集合了众多品牌，并向参观者开放了42处创作室，目的是让人们了解到藏在品牌背后工匠们手工艺的传承。
从2011年起，安托万·阿尔诺被任命为Berluti的总经理，承担让品牌在国际上获得长足发展的使命。品牌首先在加利福尼亚，迪拜和纽约接连开了分店。安托万·阿尔诺随后请来Alessandro Sartori担任品牌艺术总监，意图将这一家专制皮鞋的老店变为一家男性奢侈品店。
2013年，LVMH收购了Loro Piana。他被任命为Loro Piana总裁，负责经营这家高端奢侈品服装公司。

## 演讲
2014年2月4日，他受邀到斯坦福大学进行主题为《奢侈品的未来》的演讲。他认为即便现代现代科技高度发展，奢侈品应该始终把侧重点放在产品的做工与质量上。

## 同时任职
安托万.阿尔诺还担任了以下职务：
- LVMH集团管理层成员
- 法国顾拜奢侈品协会(Comité Colbert)行政顾问
- Madrigall杂志集团行政顾问
- Lagardere媒体集团监事会成员

## 荣誉
2009年，他的名字被录入世界年轻领导人论坛。

## 私人生活

### 家庭
安托万·阿尔诺是贝尔纳·阿尔诺与其第一任妻子Anne Dewavrin之子，德尔菲娜·阿尔诺的弟弟。

### 配偶
2011年7月，他与俄罗斯名模娜塔莉亞·沃迪亞諾娃（Natalia Vodianova）成为伴侣。后者于2014年5月为其诞下一子。

## 艺术品
安托万·阿尔诺是一个艺术爱好者。2010年2月，他在巴黎的东京宫举办了Hi Panda展览。